# Hydroptila perdita
Hydroptila perdita är en nattsländeart som beskrevs av Morton 1905. Hydroptila perdita ingår i släktet Hydroptila och familjen smånattsländor. Inga underarter finns listade i Catalogue of Life.